# Helena de Anjou

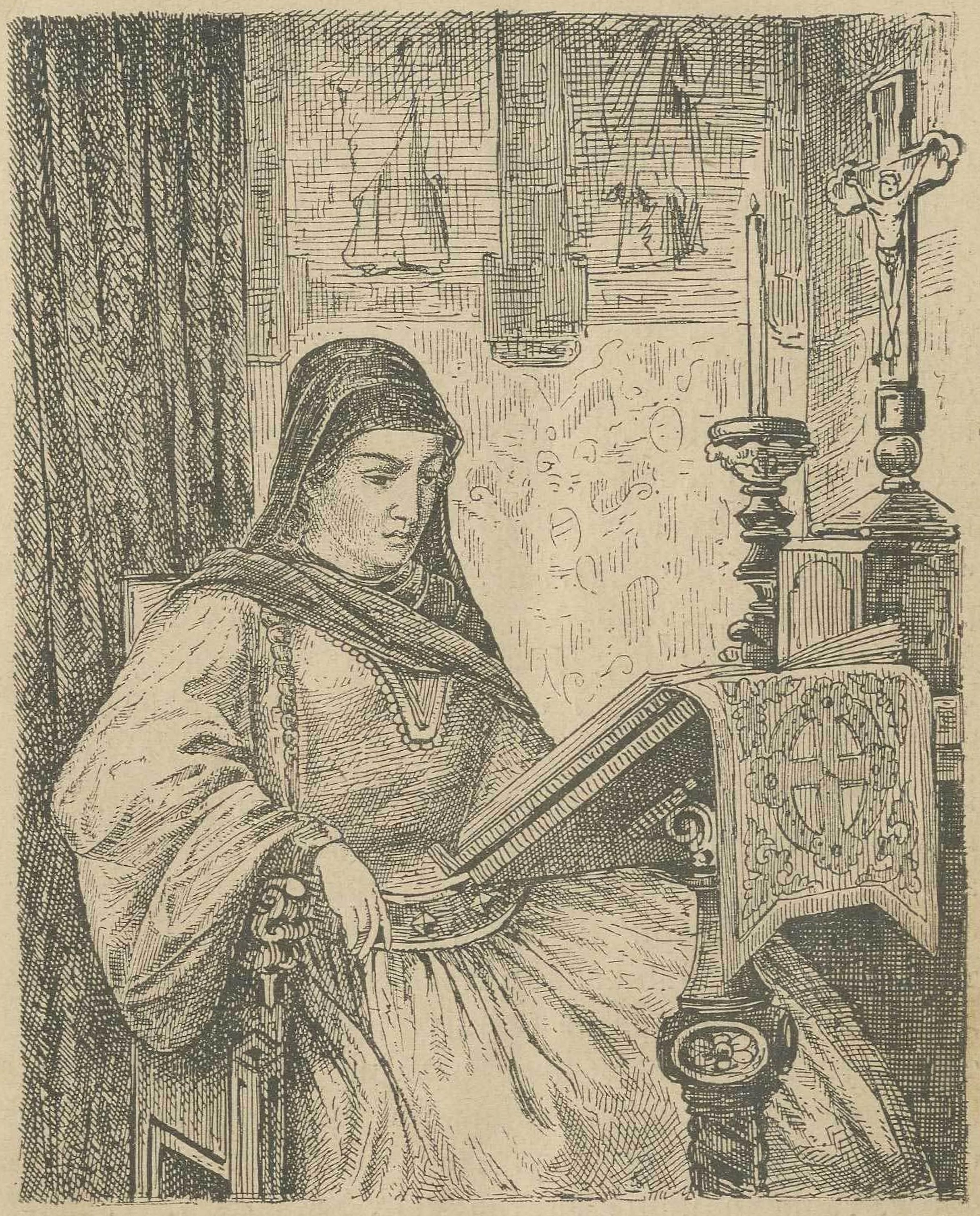
Helena de Anjou

Helena de Anjou (en serbio: Јелена Анжујска, trans. Jelena Anžujska; aprox. 1236 - 8 de febrero de 1314) fue la reina consorte del Reino de Serbia, esposa de Esteban Uroš I y madre de los reyes Dragutin y Milutin.
Helena era una católica y nació en aprox. 1236. Sus orígenes no son conocidos con certeza. La biografía del Arzobispo Danilo dice que «pertenecía a una familia francesa» y un continuador de la obra que «la familia era de sangre real o imperial». Fine al menos específica que Helena era «de origen católico y francés», probablemente de la Casa de Valois.   Según Europäische Stammtafeln, descendía de una rama de la familia del emperador bizantino y la casa real húngara, en cuyo caso es posible que haya sido la hermana de María Angelina, la esposa de Ansel de Chaurs o Cayeux, también conocido como Anselmo de Keu, el capitán general en Albania de Carlos I de Nápoles. Carlos I de Nápoles la menciona como un familiar en una carta con fecha de 1273.
Por algún tiempo, fue la gobernante de Zeta, Travunia, Plav y Poibarje. Durante ese tiempo Serbia estaba dividida en tres partes, y los gobernantes de las otras dos partes fueron Dragutin y Milutin. Helena se convirtió en una monja de la Iglesia de San Nicolás en Shkodër, donde murió el 8 de febrero de 1314.
Fundó la primera escuela para niñas en la medieval Serbia. El palacio de Helena se encuentra en la actual Kosovo, en la ciudad de Brnjak (a veces llamado «Brnjaci», pero no es el sitio con el mismo nombre en Bosnia y Herzegovina), en la montaña de Mokra Gora (que no debe confundirse con el pueblo de Mokra Gora), donde la escuela se encuentra. Aparte de este palacio, poseía el pueblo de Jelač en la montaña de Rogozna. Al igual que otros Nemanjićs, construyó monasterios. Construyó el monasterio de Gradac, donde está enterrada, la iglesia de San Nicolás en Shkodër donde murió, y el monasterio de Shirgj.
Helena de Anjou fue canonizada por la Iglesia ortodoxa serbia. Su fiesta es el 12 de noviembre.
Helena se casó con Uroš I alrededor de 1245.  Con Uroš I tuvo al menos cuatro hijos:
- Dragutin, rey serbio 1276-1282
- Milutin, rey serbio 1282-1321
- Stefan
- Brnča, hija